# Дмитровський з'їзд 1301

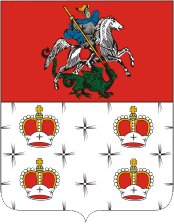
Герб Дмитрова

Дмитровський з'їзд князів — з'їзд чотирьох князів у Володимиро-Суздальському князівстві в 1300—1301 в Дмитрові з метою припинення міжусобиці в складі:
- Володимирського великого князя Андрія Олександровича, сина Олександра Ярославича Невського;
- Тверського князя Михайла Ярославича, племінника Олександра Невського;
- Московського князя Данила Олександровича, наймолодшого сина Олександра Невського;
- Переслав-заліського князя Івана Дмитровича, онука Олександра Невського.

У ході переговорів справи свої вони закінчили дружелюбно, однак Михайло Тверській виїхав з Дмитрова в розбраті з князем Іваном.
З'їзд князів не розв'язав проблеми. Через 4 роки братовбивча війна відновилася.
Попередній з'їзд примирення у 1296 під Владимиром був менш удалим.

## Герб Дмитрова
Ця незначна подія знайшла своє відображення в майбутньому гербі міста. У 1781, після того, як Дмитров отримав статус повітового міста Московської губернії, Найвищим Указом імператриці Катерини II від 20 грудня того ж року був затверджений герб міста та дано його опис: «У верхній частині щита герб Московський. У нижній — чотири княжі корони, в горностаєвому полі, у пам'ять бувшого в цьому місті знаменитого чотирьох руських князів з'їзду».